# Église San Pietro in Montorio
L'église San Pietro in Montorio est une église de Rome, qui comprend dans sa cour Le Tempietto (un ensemble commémoratif de petite taille), œuvre de Bramante.

## Historique
L'église de San Pietro in Montorio a été construite sur le site d'une ancienne église du IXe siècle dédiée à saint Pierre sur la colline romaine du Janicule. Commandée par Ferdinand d'Aragon et Isabelle la Catholique, les souverains espagnols, elle marquait à la fin du Moyen Âge le lieu traditionnel de la crucifixion de saint Pierre.
Depuis 1587, l'église est le siège du titre cardinalice de San Pietro in Montorio.

## Description

### Architecture intérieure

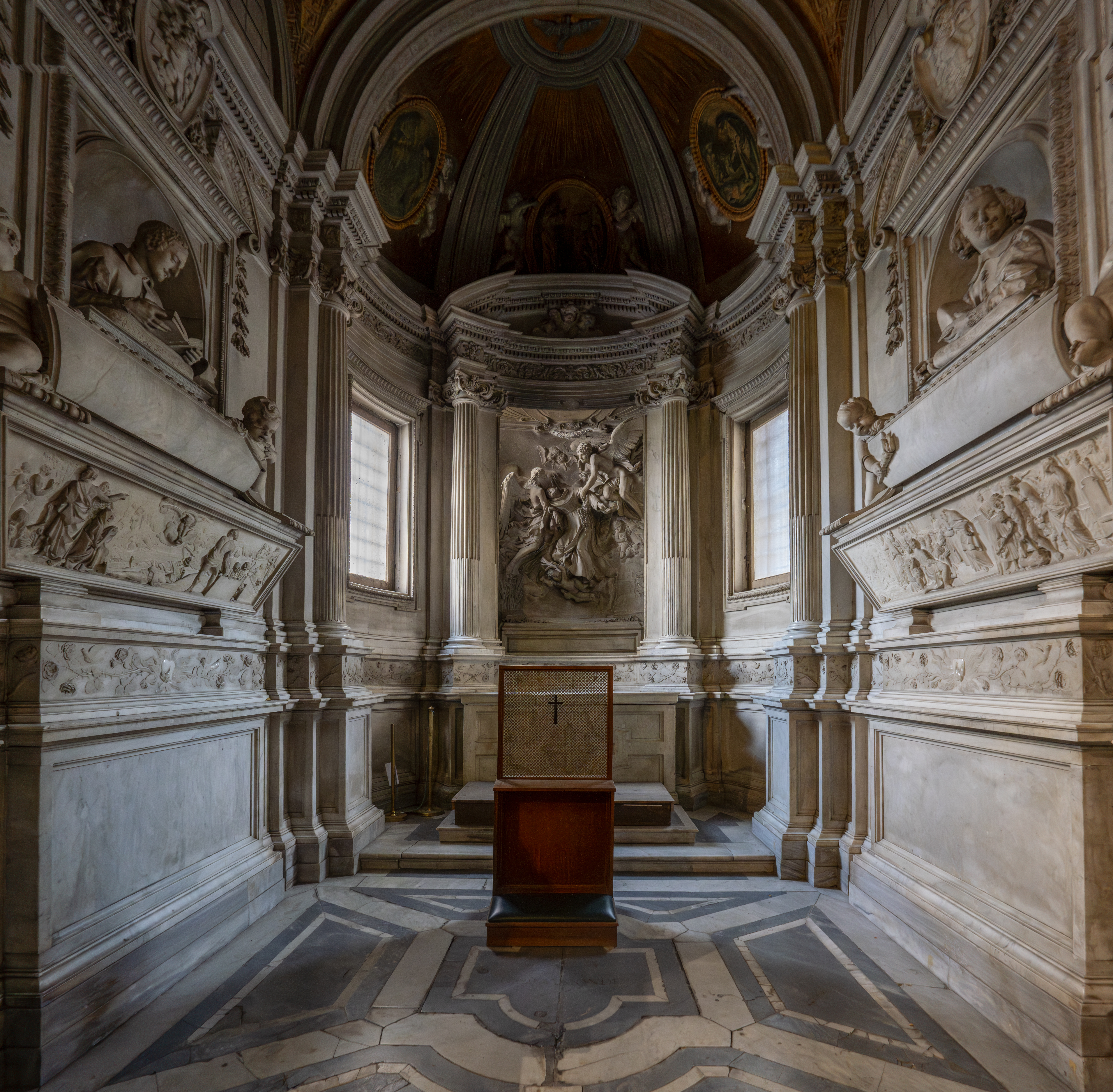
Saint François en extase, Francesco Baratta, v. 1640, Chapelle Raimondi.

L'église est décorée avec des œuvres d'art par de grands maîtres des XVIe et XVIIe siècles.
La première chapelle à droite contient une Flagellation et Transfiguration œuvre de Sebastiano del Piombo (1516-1524). Michel-Ange, qui s'était lié d'amitié avec Sebastiano à Rome, a fourni des images qui ont été incorporées dans la Flagellation.
La deuxième chapelle contient une fresque de Niccolò Circignani, dit le Pomarancio (1654), ainsi que quelques fresques de la Renaissance de l'école du Pinturicchio, une Sibylle allégorique et la Vertu attribuée à Baldassarre Peruzzi.
Un élève d'Antoniazzo Romano décora à fresque la troisième chapelle (Sainte Anne et Vierge à l'Enfant), tandis que la quatrième chapelle comporte une fresque au plafond de Giorgio Vasari.
Le plafond de la cinquième chapelle contient une autre fresque de Vasari, la Conversion de saint Paul. Le retable est attribuée à Giulio Mazzoni (en), tandis que les monuments funéraires de cardinal del Monte et Roberto Nobili (it) sont de Bartolomeo Ammannati.
La dernière chapelle à gauche contient un Baptême du Christ, attribué à Daniele da Volterra ainsi qu'au plafond des fresques et des stucs de Giulio Mazzoni.
Dirck van Baburen, l'un des principaux représentants de l'École caravagesque d'Utrecht a peint la Mise au tombeau inspirée du Caravage pour la chapelle de la Pietà. Baburen a travaillé dans cette chapelle avec un autre artiste néerlandais, David de Heen, ce qui explique que les deux autres tableaux la Dérision du Christ et Agonie au jardin sont attribués indifféremment aux deux artistes.
La seconde chapelle à gauche, la chapelle Raimondi (1640), fut conçue par Gian Lorenzo Bernini. Elle comprend Saint François en extase de Francesco Baratta ainsi que des sculptures d'Andrea Bolgi et Vente Niccolò.
Bien qu'il n'y ait pas de pierre tombale, la tradition veut que Beatrice Cenci exécutée en 1599 pour l'assassinat de son père et rendue célèbre par Percy Bysshe Shelley soit enterrée soit dans cette chapelle ou en dessous du maître-autel.
Jusqu'en 1797, le dernier chef-d'œuvre de Raphaël La Transfiguration honorait le maître-autel. Aujourd'hui elle est conservée à la Pinacothèque du Vatican.
L'autel présente actuellement un exemplaire (réalisé par Cammuccini) de la Crucifixion de saint Pierre de Guido Reni (conservée aussi au Musée du Vatican).

### Les tombes des princes irlandais
Devant le maître-autel se trouvent les tombes de quatre rebelles gaéliques irlandais : Hugh O'Neill, comte de Tyrone (1540-1616) qui a fui l'Irlande en 1607, son fils Hugh (né en 1562), baron de Dungannon et les frères Rory O'Donnell et Cathbarr O'Donnell (en).
L'inscription sur le tombeau de Hugh O'Neill (Hugonis Principis Onelli) est encore visible.
L'inscription sur la tombe de Rory O'Donnell, une fois visible en soulevant le tapis, se réfère également à son frère, Cathbarr et leur frère aîné Hugh Roe O'Donnell.
La pierre tombale de Hugh O'Neill a été décrite dans le passé comme étant d'une grande simplicité : DOM Hic. quiescunt. Ugoni. principis. O'Neill. ossa.

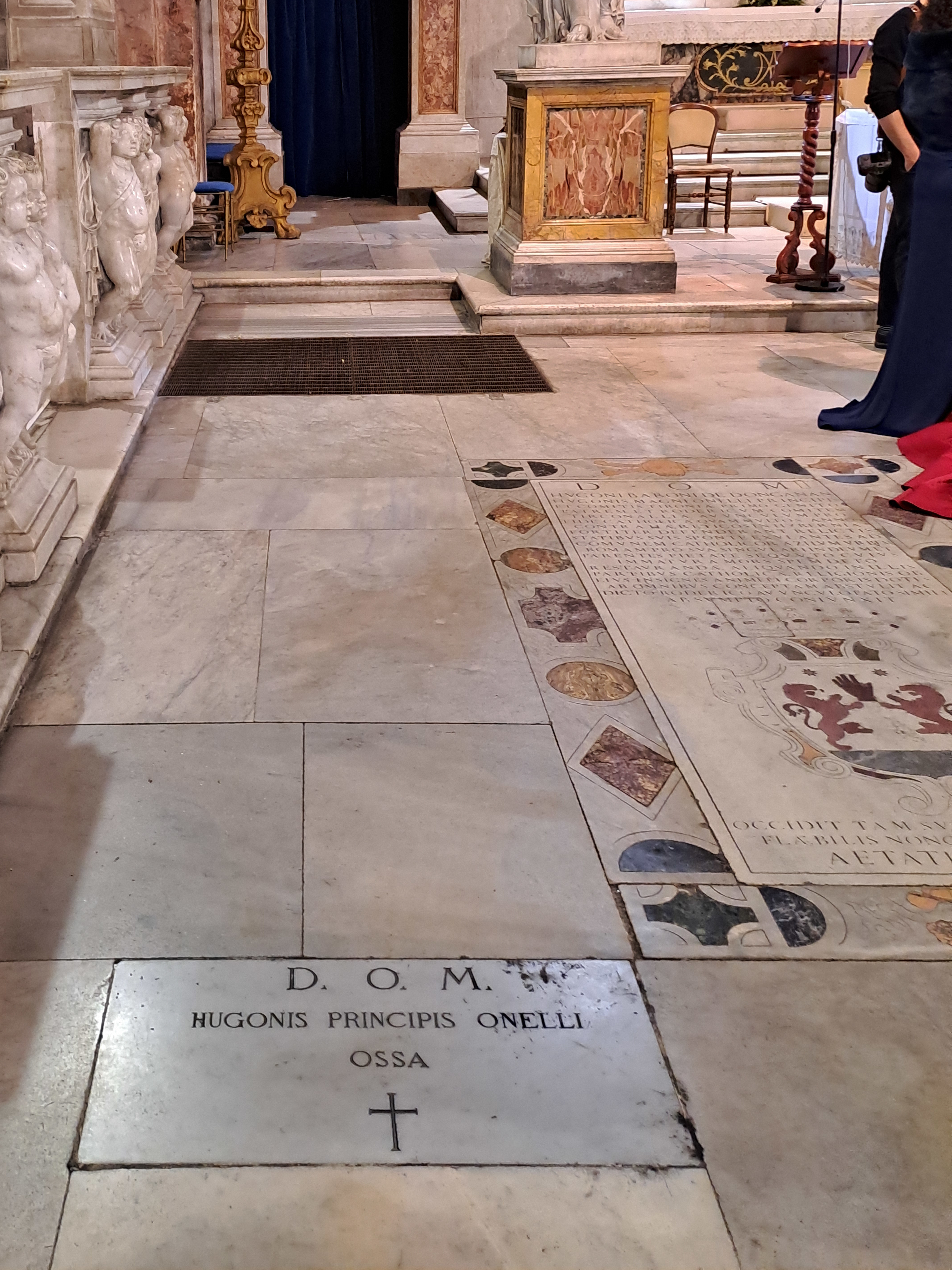
Tombe de Hugh o'neill

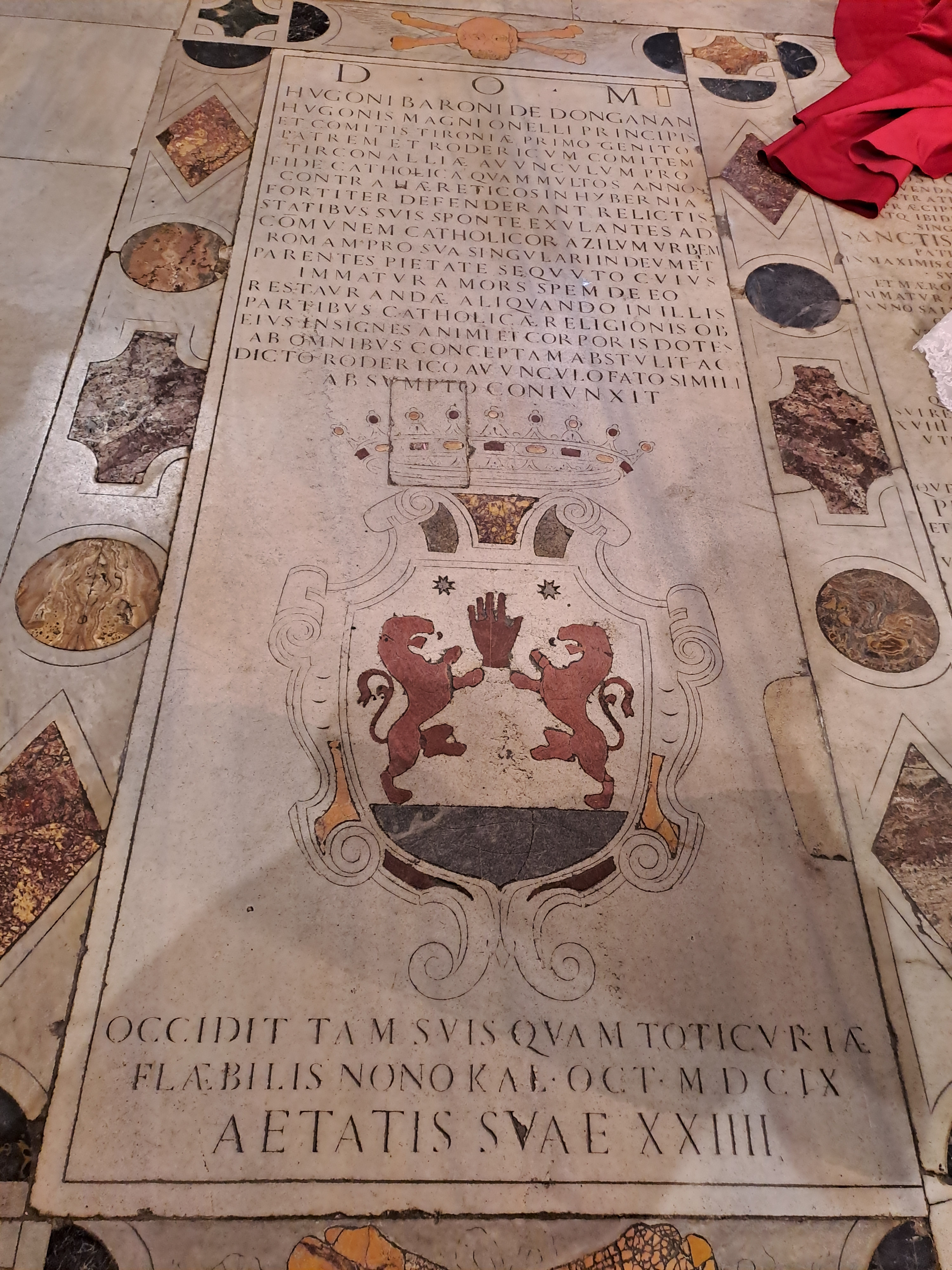
Tombe des princes Irlandais

### Le Tempietto (petit temple)

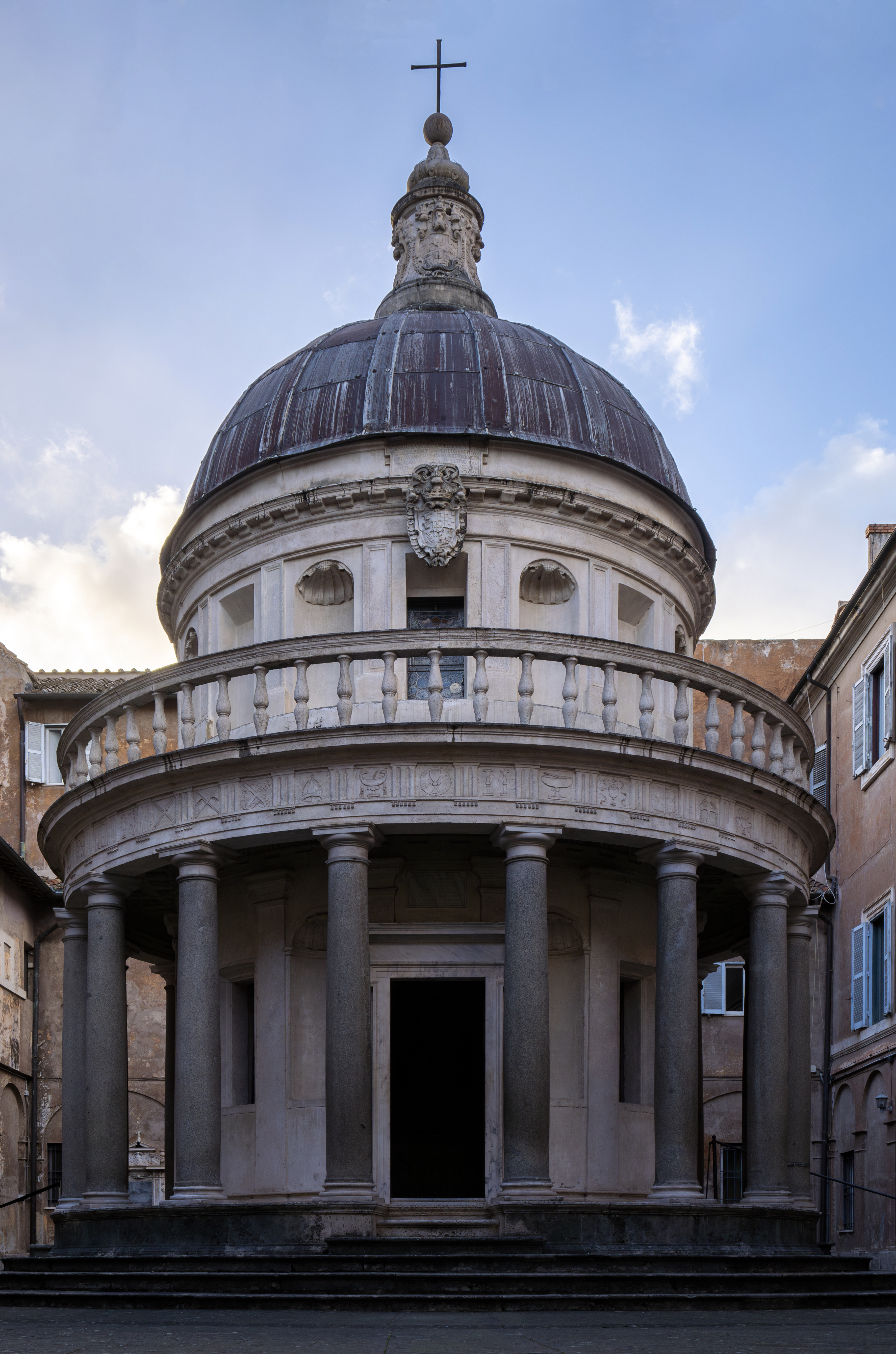
Le tempietto de Bramante

Le Tempietto de San Pietro in Montorio est un petit temple commémoratif construit par Bramante, peut-être dès 1502, dans la cour de San Pietro in Montorio. Il est considéré comme un chef-d'œuvre architectural de la Haute Renaissance.
Après avoir passé ses premières années à Milan, Bramante s'installe à Rome, où il a été employé par le cardinal Giuliano della Rovere, le futur pape Jules II. Cette œuvre constitue une des premières commandes de Bramante. Le petit temple destiné à marquer le lieu qui, selon la tradition a vu le martyre de saint Pierre, est l'un des bâtiments les plus harmonieux de la Renaissance.
Avec toutes les transformations de la Renaissance et de la Rome baroque, il est difficile d'imaginer l'aspect originel de ce bâtiment au début du XVIe siècle. Le bâtiment a absorbé en grande partie le style de Filippo Brunelleschi. Lorsque Bramante construit son tempietto, le plan centré, théorisé par Alberti comme étant le plan de l'église idéale, est déjà largement utilisé par les architectes.
Parfaitement proportionné, il est composé de minces colonnes toscanes, un entablement dorique modelé d'après l'ancien théâtre de Marcellus et un dôme. Aucun architecte n'avait reproduit l'ordre dorique d'une manière aussi fidèle avant Bramante. Il deviendra autant un modèle que l'antique, notamment dans les traités de Serlio et Palladio. D'après une gravure du livre de Sebastiano Serlio, Bramante avait prévu de le mettre en sein d'une cour à colonnades, mais ce plan n'a jamais été exécuté.
Les visiteurs peuvent descendre à l’étage inférieur du Tempietto pour voir dans la crypte un trou dans le sable où aurait été plantée, selon la légende, la croix inversée du martyre de Pierre.

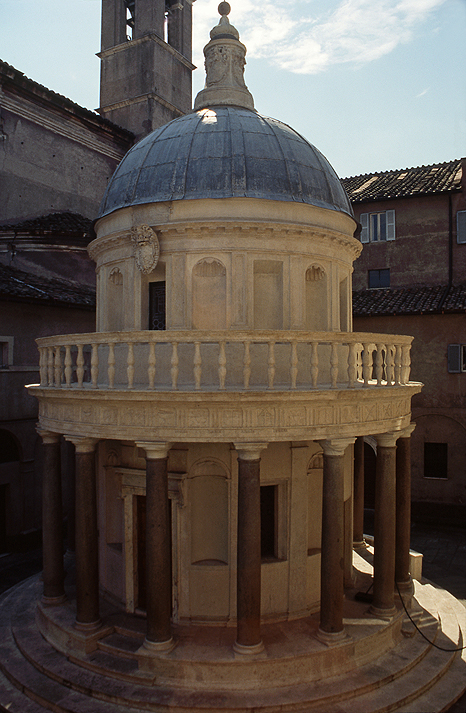
Le Tempietto au milieu d'une étroite cour.
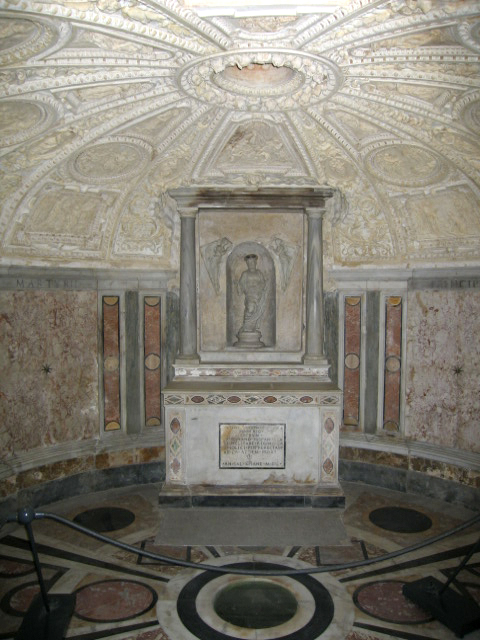
Trou dans lequel aurait été plantée la croix de saint Pierre
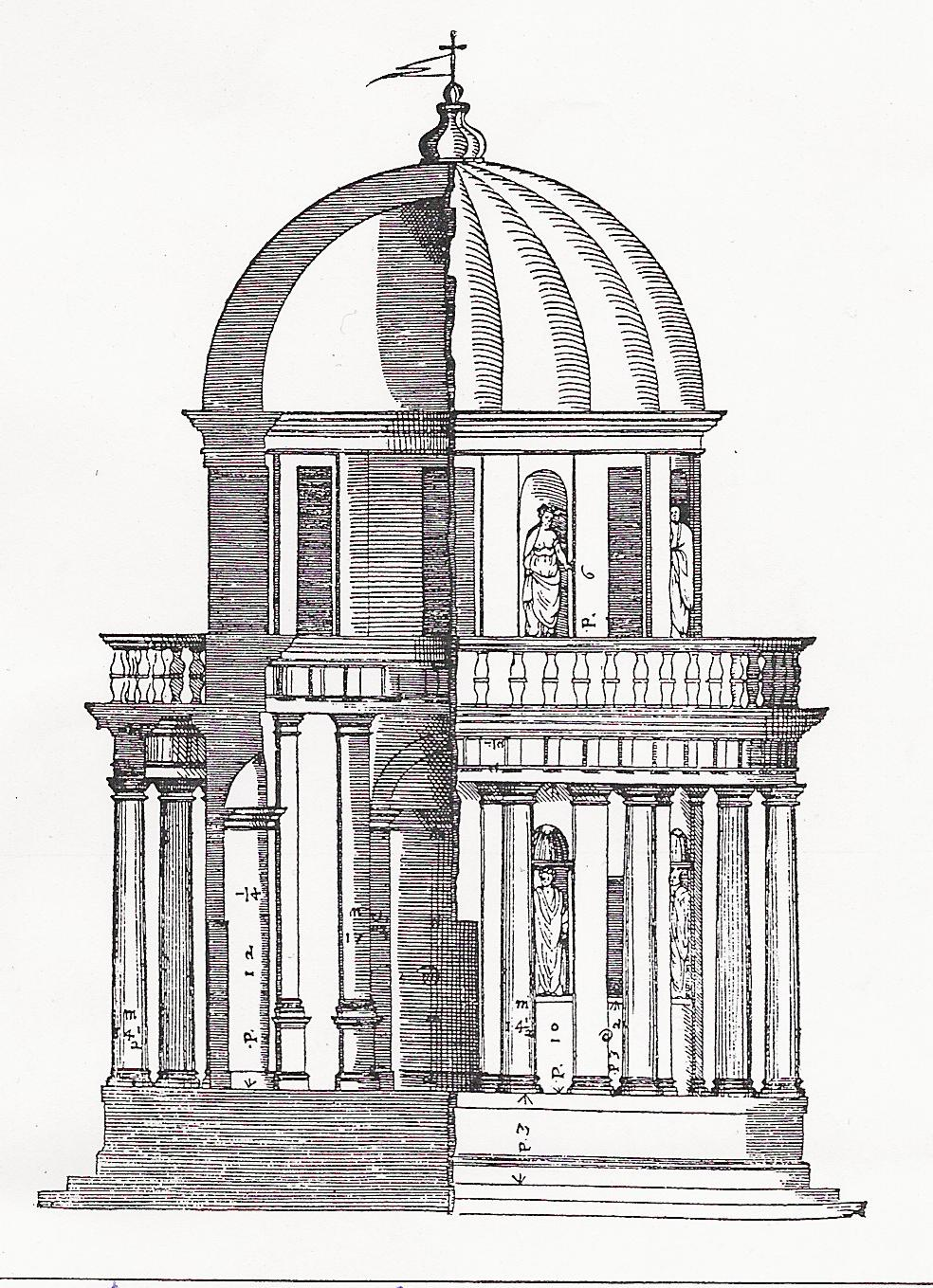
Le Tempietto (Andrea Palladio Quattro Libri, gravure sur bois (1570).

### Crédit d'auteurs
- (en) Cet article est partiellement ou en totalité issu de l’article de Wikipédia en anglais intitulé « San Pietro in Montorio » (voir la liste des auteurs).